# Giovanni Prodi
Giovanni Prodi (28 tháng 7 năm 1925 – 29 tháng 1 năm 2010) là một nhà toán học người Ý. Một chức giáo sư ở Đại học Würzburg được đặt tên ông với mục đích vinh danh.

## Đầu đời
Giovanni Prodi sinh ngày 28 tháng 7 năm 1925 tại Scandiano, Emilia-Romagna, Ý. Cha ông Mario Prodi là kỹ sư và mẹ ông Enrica là giáo viên tiểu học. Ông là anh cả trong một gia đình có chín người con, trong đó có cựu Thủ tướng Ý Romano Prodi, thành viên Nghị viện châu Âu Vittorio Prodi và nhà khoa học y tế Giorgio Prodi. Prodi theo học tại Liceo Ariosto ở Reggio Emilia, thành phố chính của vùng nơi ông sinh sống. Ông theo học môn toán tại Đại học Parma từ năm 1943 trong bối cảnh Chiến tranh thế giới thứ hai.

## Nghĩa vụ quân sự
Ông được chọn vào Quân đội Cộng hòa Quốc gia một cách miễn cưỡng vì gia đình bị đe dọa làm hại. Ông được gửi đến Đức cùng với một trại Ý và được huấn luyện thành điện thoại viên. Năm 1944, Prodi bỏ rơi Quân đội cùng với một số chiến hữu để trở về Parma, ở đó ông bị Phe Đồng Minh bắt làm tù nhân. Ông bị giam giữ ở Coltano, gần Pisa, trong vòng năm tháng trước khi được thả ra.

## Học tập và giảng dạy
Trở về từ nghĩa vụ quân sự, Prodi tiếp tục việc học tại Đại học Parma. Sau khi tốt nghiệp, ông làm trợ lý giáo sư cho Giovanni Ricci tại Đại học Milano. Ông giữ chiếc ghế giáo sư giải tích toán học tại Đại học Trieste từ năm 1956 đến năm 1963 và sau đó là Đại học Pisa.
Ông cũng quan tâm đến việc cải thiện giáo dục toán học. Ông đã đưa ra nhiều ý tưởng mới về giảng dạy môn toán, nhấn mạnh vào lý thuyết xác suất, toán học xây dựng, khuyến khích lối suy nghĩ thuật toán và giải quyết vấn đề.

## Qua đời
Sau nhiều năm tình trạng sức khỏe xấu đi do bệnh Parkinson, ông đã bị ngừng tim và qua đời vào ngày 29 tháng 1 năm 2010.